# Řeřišničník písečný
Řeřišničník písečný (Cardaminopsis arenosa) je poměrně drobná, obvykle bíle kvetoucí rostlina osídlující suché, neúživné, kamenité půdy. Je to druh z rodu řeřišničník (Cardaminopsis), který někdy bývá považován za součást rodu huseníček; tam je uváděn pod jménem Arabidopsis arenosa.

## Výskyt
Druh pochází pravděpodobně ze střední Evropy, odkud se rozšířil téměř do celé Evropy, na sever po střední Skandinávii, na jih po Alpy a severní Balkán a na východ po Ukrajinu. Vyskytuje se obvykle na kamenitých stráních, sutinách, písčitých říčních naplaveninách, štěrkovitých náspech, v lomech i na zvětralých kamenitých zdech. Roste na sušších půdách různého typu, obvykle na vápencovitém podloží.
V České republice vyrůstá nejčastěji v údolí větších řek, v Čechách okolo Berounky, Jizery, Otavy, Sázavy a Vltavy, na Moravě kolem Dyje, Jihlavy, Moravy, Opavy a Svratky. Druhotně se rozšiřuje podél železničních tratí a osídluje místa na jejich náspech. Roztroušeně jej lze nalézt ve vyšších polohách termofytika a mezofytika i na dalších místech republiky.

## Popis
Většinou dvouletá a někdy i krátce vytrvalá, 15 až 40 cm vysoká, trsnatá rostlina s rozvětveným vřetenovitým kořenem. Přímé a občas silně větvené lodyhy jsou porostlé jednoduchými i rozvětvenými chlupy. Přízemní listy v růžici a spodní lodyžní mají krátké řapíky, jsou kopinaté nebo obkopinaté, po obvodě zubaté až lyrovitě hluboko peřenosečné (někdy i vícekrát dělené). Řidčeji bývají celokrajné nebo jemně pilovité a mívají délku od 10 do 25 mm. Horní lodyžní listy jsou podlouhlé či obkopinaté a po obvodu celistvé. Listy jsou obdobně jako lodyhy chlupaté.
Oboupohlavné čtyřčetné květy na stopkách až 5 mm dlouhých vytvářejí na vrcholu lodyhy (v počtu 15 až 40) bohatý hrozen, který se v době kvetení prodlužuje. Drobné kališní lístky jsou přitisklé. Korunní lístky s krátkým nehtem, asi 5 až 7 mm dlouhé, jsou nejčastěji bílé a řidčeji růžové či nafialovělé, klínovité až obvejčité, s vrcholem uťatým nebo mělce vykrojeným. Kvetou od května do července, opylovány jsou létajícím hmyzem nebo samosprašně.
Plod je 2 až 4 cm dlouhá šešule rostoucí na stopce asi 1 cm dlouhé. Směřuje vodorovně nebo šikmo vzhůru, někdy je mírně směrem nahoru prohnutá a na konci má až 1 mm dlouhý pozůstatek suché čnělky. Pukající šešule má chlopně se zřetelnou střední žilkou a obsahuje semena seřazená v jedné řadě. Rostlina se rozmnožuje výhradně semeny.

## Taxonomie
Řeřišničník písečný je variabilní druh, který vytváří větší množství morfotypů. V Česku se vyskytují dva odlišné typy uznávané za samostatné poddruhy:
- řeřišničník písečný pravý (L.) Hayek subsp. Cardaminopsis arenosa subsp. arenosa
- řeřišničník písečný Borbásův (L.) Hayek subsp. Cardaminopsis arenosa subsp. borbasii (Zapał.) Pawł.

Řeřišničník písečný Borbásův se od nominátního poddruhu nejzřetelněji odlišuje kratšími chlupy na lodyze a menším počtem květů.

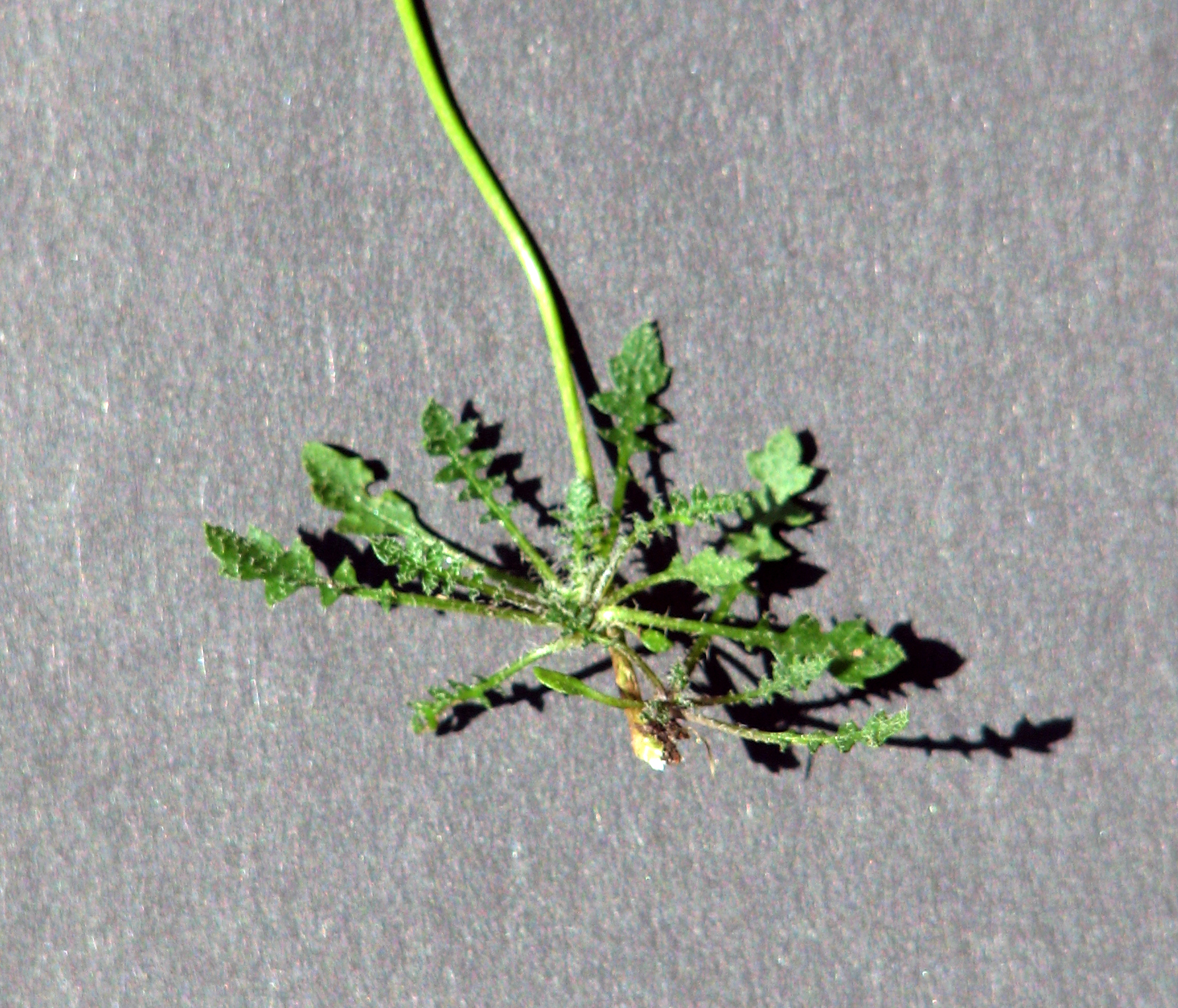
Listová růžice
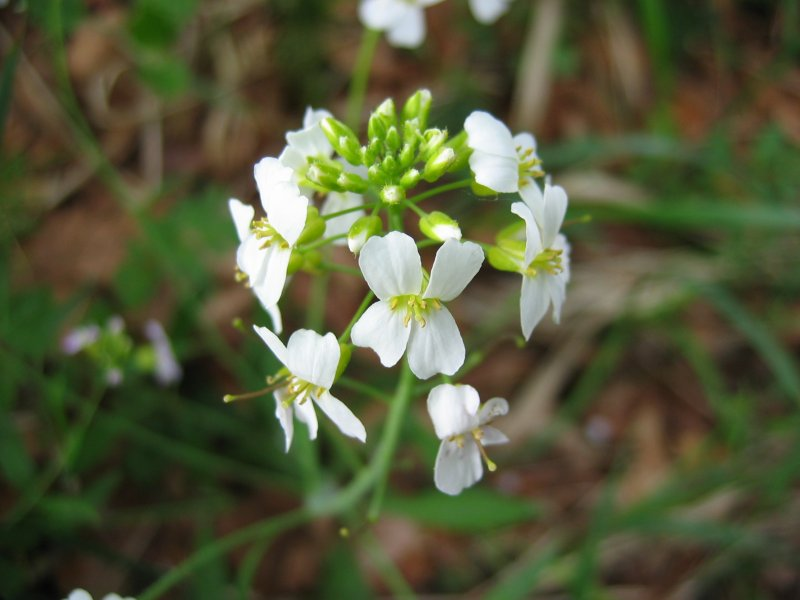
Květenství
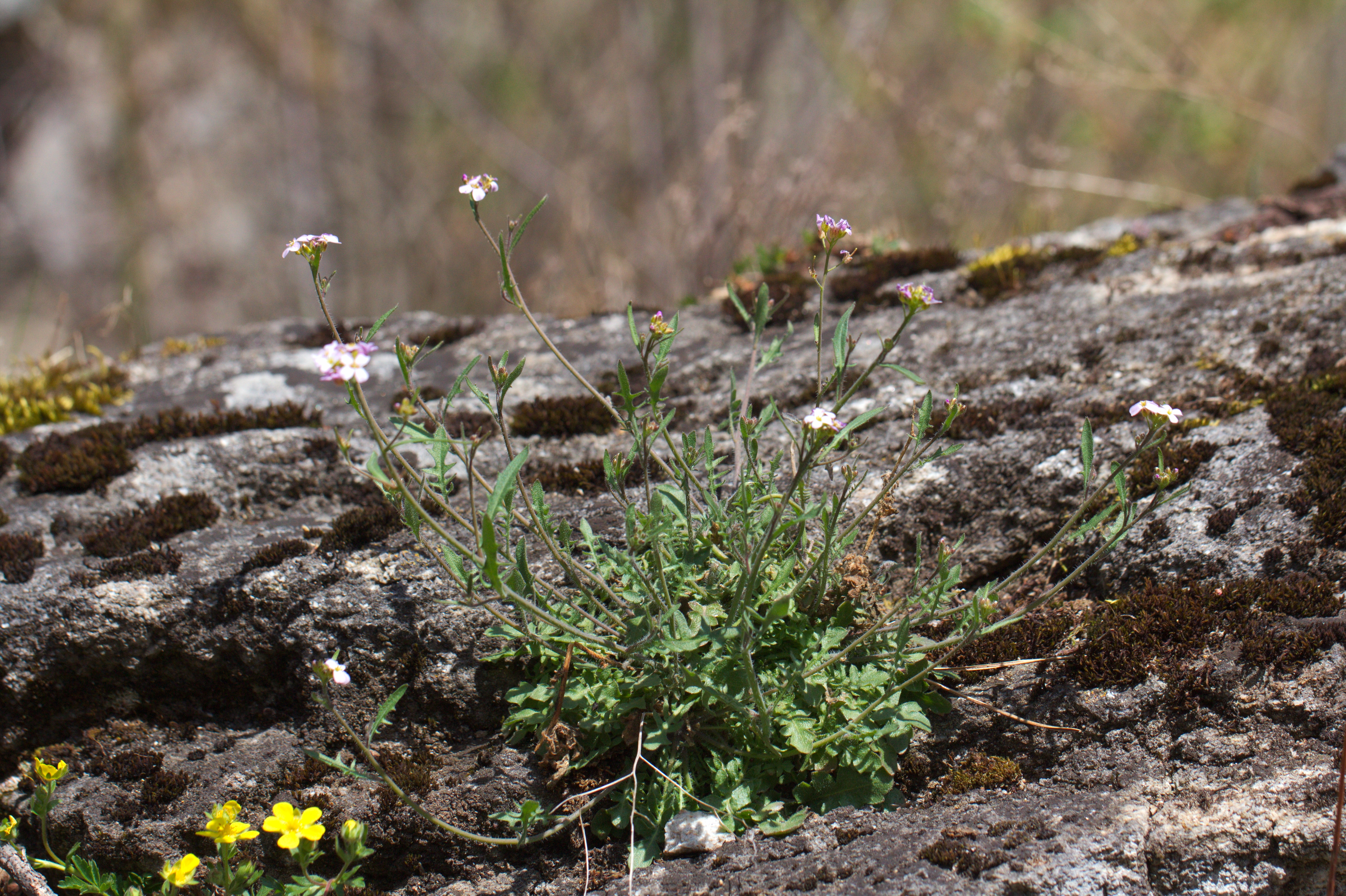
Typický habitus